# Jekaterina Nikolajewna Maximowa
Jekaterina Nikolajewna Maximowa (russisch Екатерина Николаевна  Максимова; * 10. Dezemberjul. / 22. Dezember 1891greg. in Kasan; † ca. 17. März 1932 in Kratowo, Rajon Ramenskoje) war eine russisch-sowjetische Architektin.

## Leben
Maximowas Eltern waren der Staatsrat (5. Rangklasse) Nikolai Andrejewitsch Maximow, der an einer Berufsschule unterrichtete und fließend tatarisch sprach, und seine Frau Marija Antonowna geborene Sanina. Maximowa wurde am 5. Januarjul. / 17. Januar 1892greg. in der Boris-und-Gleb-Kirche in Kasan getauft. Sie besuchte die Kasaner Kunstschule und das 2. Orenburger Mädchengymnasium mit Abschluss 1910. Darauf studierte sie in St. Petersburg in den auf Initiative der Frauenrechtlerin Praskowja Naumowna Arijan 1906 eröffneten Höheren Polytechnischen Kursen für Frauen in der Architektur-Fakultät. Mit ihrem Diplomarbeitsprojekt eines Hotel-Sanatoriums schloss sie ihr Studium mit Auszeichnung ab.
1914 beteiligte sich Maximowa an der Projektierung des Semstwo-Hauses in Kiew. Im Ersten Weltkrieg arbeitete sie von 1915 bis zur Oktoberrevolution und auch noch 1918 in Petrograd als Assistentin verschiedener Architekten.

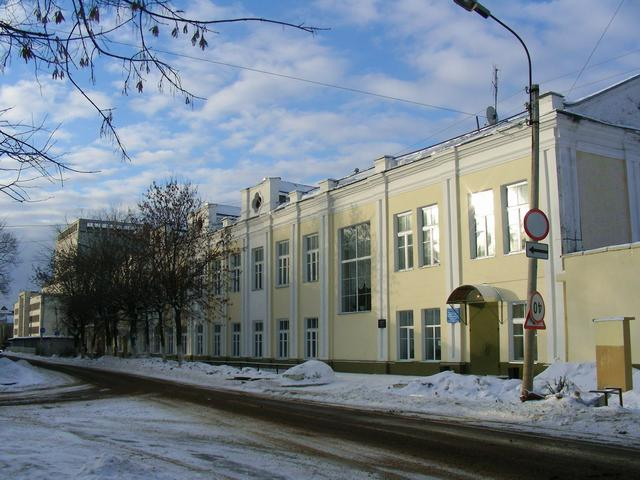
Fabrik-Küche Nr. 1, Iwanowo-Wosnessensk

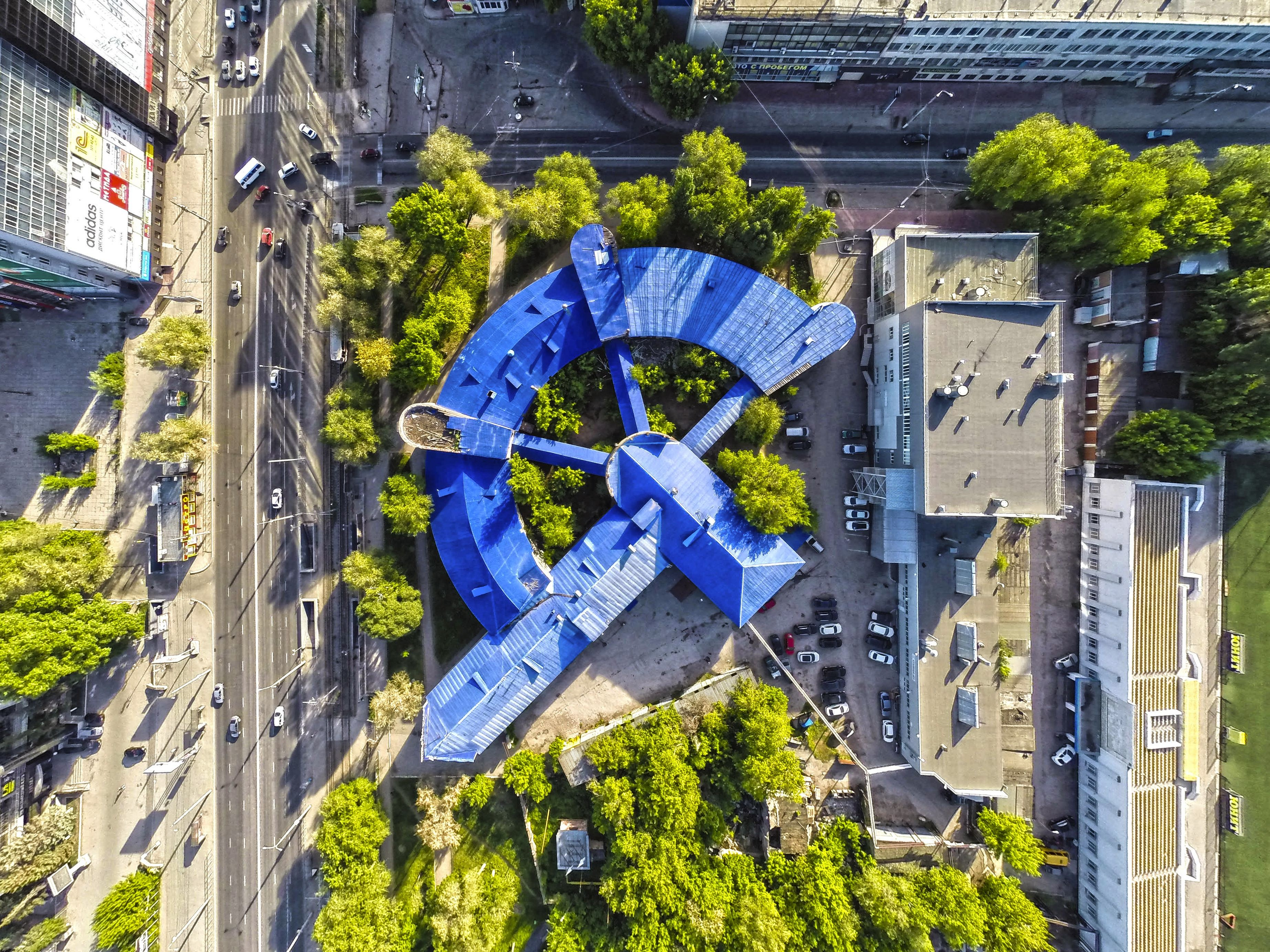
Fabrik-Küche der Maslennikow-Fabrik, Samara

1923 ging Maximowa mit ihrem älteren Bruder Wladimir Nikolajewitsch Maximow, der auch Architekt war, nach Moskau und arbeitete bei der von Alexei Wiktorowitsch Schtschussew geleiteten Projektierung des Kasaner Bahnhofs mit. Sie arbeitete dann bei der Kantinengesellschaft Narpit als Chefarchitektin und projektierte Fabrik-Küchen in Moskau, Swerdlowsk, Magnitogorsk und anderen Städten sowie für DniproHES. Sie baute 1925 die von Boris Andrejewitsch Korschunow und Michail Michailowitsch Tschurakow projektierte Fabrik-Küche Nr. 1 in Iwanowo-Wosnessensk (jetzt Kinder- und Jugendbibliothek). Eines ihrer späteren Projekte war die Fabrik-Küche für die Maslennikow-Rüstungsgüterfabrik in Samara (1930–1932).
1926 hatte sich Maximowa zusammen mit ihrem Bruder in Kratowo bei Ramenskoje ihr eigenes Haus gebaut, das erhalten ist. Maximow nahm private Aufträge an und baute viele Häuser in Kratowo.
Maximowa verunglückte tödlich auf ihrem Heimweg, als sie in Kratowo aus ungeklärten Umständen unter die Räder des Zugs geriet. Sie wurde am 20. März 1932 auf dem Moskauer Wagankowoer Friedhof bestattet.
Maximow wurde am 14. April 1932 verhaftet und wegen Zugehörigkeit zur Gruppe der Wahren Rechtgläubigen Kirche des Bischofs Serafim Swesdinski zu drei Jahren Lagerhaft verurteilt. Er starb 1942 in Kratowo.